# Athmallik
Athmallik är en stad i den indiska delstaten Odisha, och tillhör distriktet Anugul. Folkmängden uppgick till 12 298 invånare vid folkräkningen 2011. Staden var förr huvudstad i ett furstendöme med samma namn.